# Magnus Goodman
Magnus „Mike” Goodman (Kanada, Manitoba, Winnipeg, 1898. március 18. – Amerikai Egyesült Államok, Florida, Dade City, 1991. július 18.) olimpiai bajnok kanadai jégkorongozó. Ősei Izlandról származnak.
Kerettag volt az 1920-as nyári olimpia kanadai jégkorongcsapatában. Védő volt a posztja. Ez nem egy válogatott volt, hanem egy klubcsapat, a Winnipeg Falcons. A csapat mind a három mérkőzést megnyerte. Egyedül csak az amerikai válogatottat tudták nehezen megverni 2–0-ra az elődöntőben. A döntőben a svéd válogatottat verték 12–1-re.
Amatőr pályafutása alatt 1920-ban megnyerte az Allan-kupát, amiért az amatőr senior csapatok versengenek Kanadában.
Alsóbb ligás pályafutását szinte csak az American Hockey Association nevű ligában töltötte. Először a Duluth Hornetsben kezdett játszani 1925-ben. Egészen 1931-ig játszott ebben a csapatban. Ekkor átszerződött a Kansas City Pla-Morsba. Két év után visszament a Hornetsbe, ami összeolvadt a Wichita Blue Jaysszel. Itt már egyszerre volt játékos és edző is. Egy szezon és 40 mérkőzés után a Kansas City Greyhoundsba került. Innentől kezdve pályafutása végéig játékos és edző volt egyszerre. A szezon végén bajnokok lettek. A következő szezonban is a Greyhoundsban játszott, majd három évre a Wichita Skyhawksba ment. Végül a THL-es Coral Gables Seminolesból vonult vissza 1939-ben.
Gyorskorcsolyázóként észak-amerikai bajnok volt 1920-ban. Emellett elismert úszó is volt.